# Coprosma waima
Coprosma waima är en måreväxtart som beskrevs av A.P.Druce. Coprosma waima ingår i släktet Coprosma och familjen måreväxter. Inga underarter finns listade i Catalogue of Life.